# Тимака
Тимака или Тмака (рус. Тьмака) река је на југу Тверске области, односно на северозападу европског дела Руске Федерације. Десна је притока реке Волге у коју се улива у граду Тверу, и део басена Каспијског језера. Протиче преко територија Старичког и Калињинског рејона.
Извире у мочварном подручју код села Бакланово на подручју Старичког рејона и готово целим својим током тече преко ниског и доста мочварног подручја стешњеног између десне обале Волге са једне и северних обронака Тверске греде са друге стране.
Укупна дужина водотока је 73 km, површина сливног подручја око 582 km², а просечан проток у зони ушћа око 4,3 m³/s. Под ледом је од средине новембра до почетка априла, а једино се не леди у подручју града Твера због изливања топлих отпадних вода из топлана. Има углавном нивални (топљење снега) режим храњења, док подземне воде чине око трећине њене укупне водене масе.
У централном делу тока реке Тимаке налази се заштићени природни резерват насељен дабровима. Занимљиво је да се даброви из заштићеног подручја често знају спустити све до ушћа Тимаке у Волгу и на том месту подизати своје бране.